# 阿迪卡拉蒂
阿迪卡拉蒂（Adikaratti），是印度泰米尔纳德邦The Nilgiris县的一个城镇。总人口15996（2001年）。

## 人口
该地2001年总人口15996人，其中男性7745人，女性8251人；0—6岁人口1451人，其中男711人，女740人；识字率72.17%，其中男性为80.90%，女性为63.97%。